# Ленарт Страндберг
Ханс Ленарт Олофсон Страндберг (швед. Hans Lennart Olofsson Strandberg; Малме, 26. март 1915 — Истад, 23. децембар 1969) био је шведски атлетичар, спринтер|, члан клуба МОИ из Малмеа.
Као део шведске репрезентације учествовао је на Олимпијским играма 1936 где се такмичио у трци на 100 метара, где је у финалу заузео 6 место.
Са штафетом 4 х 100 метара освојио је сребрну медаљу на 2. Европском првенству 1938 у Паризу.> Штафета је трчала у саставу:Геста Клеминг, Оке Стенквист, Ленарт Линдгрен и Ленарт Страндберг. На истом такмичењу освојио је и бронзану медаљу у трци на 100 метара,
Страндберг је освајао националне титуле на 100 м (1934—38, 1940-43, 1945 и 1947), 200 м (1934-45), 4 × 100 м (1934—38, 1942—44, 1946—47 и 1950—52) и 4 × 400 м (1935, 1937 и 1939).